# Bobby Zamora
Robert Lester "Bobby" Zamora, född 16 januari 1981 i Barking, London, är en engelsk fotbollsspelare med ursprung från Trinidad och Tobago. 
Zamora inledde karriären 1999 i Bristol Rovers. Han hade även 2000 en kort tid i Bath City, utlånad från Bristol. Samma år lånades han ut till Brighton & Hove Albion där han gjorde 6 mål på 6 matcher. Så han lämnade Bristol och gick till Brighton för £100 000.
Efter tre år i Brighton med totalt 119 matcher och 70 mål flyttade Zamora till Tottenham Hotspur för £1,5 miljoner. 
I januari 2004 gick han till West Ham United, i utbyte mot Jermain Defoe.
Sedan 2008 spelar Zamora för Fulham. Han köptes tillsammans med dåvarande lagkamraten John Paintsil för 6,3 miljoner pund. 
På sista dagen av transferfönstret 2012 skrev Zamora på för klubben Queens Park Rangers.